# Orée-d'Anjou
Orée-d'Anjou es una comuna nueva francesa situada en el departamento de Maine y Loira, de la región de Países del Loira.

## Historia
Fue creada el 15 de diciembre de 2015, en aplicación de una resolución del prefecto de Maine y Loira de 23 de noviembre de 2015 con la unión de las comunas de Bouzillé, Champtoceaux, Drain, Landemont, La Varenne, Liré, Saint-Christophe-la-Couperie, Saint-Laurent-des-Autels y Saint-Sauveur-de-Landemont, pasando a estar el ayuntamiento en la antigua comuna de Champtoceaux.

## Demografía
| Gráfica de evolución demográfica de Orée-d'Anjou entre 1800 y 2013 |
|                                                                    |

Los datos entre 1800 y 2013 son el resultado de sumar los parciales de las nueve comunas que forman la nueva comuna de Orée-d'Anjou, cuyos datos se han cogido de 1800 a 1999, para las comunas de Bouzillé, Champtoceaux, Drain, Landemont, La Varenne, Liré, Saint-Christophe-la-Couperie, Saint-Laurent-des-Autels y Saint-Sauveur-de-Landemont de la página francesa EHESS/Cassini. Los demás datos se han cogido de la página del INSEE.

## Composición
| Comuna delegada              | Código INSEE | Población (2013) | Superficie (km²) | Densidad (hab./km²) |
| ---------------------------- | ------------ | ---------------- | ---------------- | ------------------- |
| Bouzillé                     | 49040        | 1508             | 18.39            | 82                  |
| Champtoceaux                 | 49069        | 2413             | 15.54            | 155                 |
| Drain                        | 49126        | 2089             | 19.05            | 110                 |
| Landemont                    | 49172        | 1726             | 18.67            | 92                  |
| La Varenne                   | 49360        | 1736             | 14.35            | 121                 |
| Liré                         | 49177        | 2494             | 31.81            | 78                  |
| Saint-Christophe-la-Couperie | 49270        | 850              | 8.29             | 103                 |
| Saint-Laurent-des-Autels     | 49296        | 2286             | 18.55            | 123                 |
| Saint-Sauveur-de-Landemont   | 49320        | 923              | 11.69            | 79                  |